# Fortuna Hjørring
Die Fortuna Hjørring ist ein Frauenfußballverein aus der dänischen Stadt Hjørring, Region Nordjylland. Der Verein wurde 1966 gegründet und hat 350 Mitglieder.

## Geschichte
Anfangs war Fortuna Hjørring eine Art Anhängsel des Vereins Hjørring. Die Frauen der Männerfußballmannschaft gründeten einen Strickverein. Zum Spaß traten die Mitglieder gegen den Ball. 1970 beschloss man, den Fußballsport ernsthaft zu betreiben.
1994 holte man erstmals die dänische Meisterschaft. Ein Jahr später holte man neben der Meisterschaft auch noch den Pokalsieg, die Hallenmeisterschaft und die nordische Meisterschaft. Der größte Erfolg der Vereinsgeschichte war die Finalteilnahme im UEFA Women’s Cup Finale 2003. Hier unterlag man dem schwedischen Klub Umeå IK mit 1:4 (A) und 0:3 (H).
2016 konnte man zum insgesamt vierten Mal das Double aus Meisterschaft und Pokalsieg feiern. Am 13. Mai 2022 gewann der Verein zum zehnten Mal nach einem 3:1-Finalsieg gegen den FC Thy-Thisted Q den dänischen Pokal. 2025 konnte man unter Trainerin Lene Terp erneut das Double gewinnen. 

## Erfolge
- UEFA Women’s Cup: Finalist 2003
- Dänischer Meister: 1994, 1995, 1996, 1999, 2002, 2009, 2010, 2014, 2016, 2018, 2020, 2025
- Dänischer Pokalsieger: 1995, 1996, 2000, 2001, 2002, 2006, 2008, 2016, 2019, 2022, 2025
- Dänischer Hallenmeister: 1995, 1997, 1999, 2001

## Ehemalige Spielerinnen
- Johanna Rasmussen (2002–2017)
- Mariann Knudsen (2002–2010)
- Janni Arnth Jensen (2003–2013)
- Heidi Johansen (2003–2013)
- Line Sigvardsen Jensen (2009–2016)
- Mette V. Jensen (2009–2015)
- Julie Rydahl Bukh (2010)
- Cathrine Paaske Sørensen (2010)
- Sofie Junge Pedersen (2012–2015)
- Tamires (2015–2019)
- Louise Ringsing (2016–2017)
- Florentina Olar-Spânu (2013–2019 und 2021–2025)